# Polyalthia saprosma
Polyalthia saprosma este o specie de plante din genul Polyalthia, familia Annonaceae, descrisă de Ian Mark Turner. Conform Catalogue of Life specia Polyalthia saprosma nu are subspecii cunoscute.